# ヨハン・ヴェストリン
ヨハン・テオドール・ヘリエ・ヴェストリン（Johan Theodor Herje Westrin, 1916年9月17日 - 1944年10月5日） は、第二次世界大戦期のスウェーデンの軍人。冬戦争ではフィンランド軍に、独ソ戦ではナチス・ドイツ武装親衛隊にスウェーデン人義勇兵として所属し、ソビエト赤軍と交戦。1944年秋、ラトビア東部における戦闘で戦死した。最終階級はSS曹長（SS-Oberscharführer）。
なお、ヴェストリンは1987年に至るまで戦死が公式に確認されておらず、第二次世界大戦終結から40年以上もの間「行方不明」として扱われていた。

## 武装親衛隊入隊までの経歴
1916年9月17日、ヨハン・ヴェストリンはスウェーデン王国の首都ストックホルムに生まれた。父親は農場地主であった。
第二次世界大戦勃発前のヴェストリンはスウェーデン中西部のイェムトランド県スヴェイ（Sveg）で森林業実習生として生活する傍ら、スウェーデンのファシズム政党「国家社会主義労働者党」（NSAP、1938年末にSvensk Socialistisk Samlingと改称）の支持者となった。
1936年、ヴェストリンはスウェーデン軍へ入隊した。数年後、ソビエト連邦とフィンランドの間の戦争（冬戦争）の際にはスウェーデン軍から許可を得て、スウェーデン人義勇兵（軍曹）として1939年12月28日から1940年4月15日、その後間を空けて1941年8月から1942年4月までフィンランド軍スウェーデン人義勇兵部隊（Svenska frivilligkåren）に勤務した。
ところが、1942年に（理由は不明であるが）ヴェストリンはフィンランド軍の所属部隊から無許可離隊したため、フィンランド軍に逮捕され、軍法会議で禁固3ヶ月の判決を言い渡された（この判決は間もなくパンと水だけで18日間の拘禁に減刑された）。釈放後、フィンランド軍を見限ったヴェストリンはスウェーデン軍へ復帰した。
スウェーデン軍復帰後、ヴェストリンはエステルスンド（Östersund）の歩兵連隊で勤務していた。しかし、記録上では1942年4月18日から1943年5月13日までスウェーデン軍で勤務していたが、実際には1943年4月14日の時点でヴェストリンはスウェーデンから隣国のノルウェーに向かい、4月18日にノルウェーの首都オスロでナチス・ドイツ武装親衛隊に志願入隊していた（スウェーデン軍は1943年5月13日付でヴェストリンの名を無許可離隊者リストに登録した）。

## 武装親衛隊時代
武装親衛隊に入隊したヴェストリンはSS伍長（SS-Unterscharführer）として当初はSS「ヴィーキング」師団に配属され、後にSS「ノルトラント」師団（第11SS装甲偵察大隊第3中隊）に配属された。この時期にヴェストリンはラトビアのSS下士官訓練学校で教育を受け、SS曹長（SS-Oberscharführer）に昇進した。
その後、リガ～ストランド演習場に駐屯する補充分遣隊に配属されたヴェストリンは装甲偵察訓練に従事する日々を送った。なお、ヴェストリンはラトビア駐屯の一時期である1944年5月14日に、ドイツ人女性ロロ・エックホフ（Lolo Eckhoff）と結婚する許可を得るため、親衛隊人種及び移住本部（RuSHA）のオスロ支部へ向かった。

### SS戦車旅団「グロス」
1944年秋、ヴェストリンが所属する訓練部隊はマルティン・グロスSS少佐（SS-Stubaf. Martin Gross）率いるSS戦車旅団「グロス」（SS-Panzer-Brigade "Gross"）に配属され、ラトビア東部における防衛戦闘に投入された。しかし、この地における戦闘を最後にヴェストリンSS曹長の消息は途絶えてしまった。

## 戦後
第二次世界大戦が終息してから長い時が経った1987年、スウェーデンのスヴェイ地方裁判所はヨハン・ヴェストリンSS曹長の死を公式に発表した。1944年の秋以来40年以上もヴェストリンの名は行方不明者リストの中にあったが、同裁判所は様々な試みを経て、最終的に大戦中のヴェストリンの同僚であったドイツ人元SS伍長と連絡をとった。そしてそのドイツ人元SS伍長は、ヴェストリンが（サウケナイ（Saukenai）への反撃作戦中に地雷原に入った彼の装甲車が爆発し、他の乗員5名もろとも）戦死したことを明らかにした（文献によっては戦死日は1944年10月5日。満28歳没）。

## キャリア

### 党員・隊員番号
- 国家社会主義労働者党 (スウェーデン)党員番号：不明
- ナチス党員番号（NSDAP-Nr.）：無し
- 親衛隊隊員番号（SS-Nr.）：無し（武装親衛隊スウェーデン人義勇兵。1943年4月18日入隊）

### 階級

#### スウェーデン軍・フィンランド軍
- 軍曹

#### 武装親衛隊
- SS伍長（SS-Unterscharführer）
- SS曹長（SS-Oberscharführer）

### 勲章

#### スウェーデン軍
- スウェーデン陸軍スポーツ章

#### フィンランド軍
- 二級自由十字勲章（2. lk:n Vapaudenmitali）
- 冬戦争メダル

#### 武装親衛隊
不明

## 写真
ヴェストリンSS曹長の（SS伍長時代の）写真は"Europäisch Freiwillige im Bild"（NATION EUROPA VERLAG GmbH, 2000）p88右上に掲載されている。

## 文献

### 英語
- Richard Landwehr "Siegrunen"#59 Brookings, OR 97415, USA: Richard Landwehr, 1995.
- Marc J. Rikmenspoel "Waffen-SS Encyclopedia" ABERJONA PRESS, Bedford, Pennsylvania, 2004. ISBN 0-9717650-8-1
- Lars Gyllenhaal, Lennart Westberg "Swedes at War: Willing Warriors of a Neutral Nation, 1914-1945" THE ABERJONA PRESS, Bedford, Pennsylvania 2010. ISBN 978-0-9777563-1-5
- Helbert Poller, Martin Månsson, Lennert Westberg "SS-Panzer-Aufklärungs-Abteilung 11 "Nordland" and the Swedish SS Platoon in the Baltic states, Pomerania and Berlin, 1943-1945 (Armoured Reconnaissance With the Waffen-SS on the Eastern Front)" Leandoer & Ekholm Förlag / Publishers, Stockholm 2010. ISBN 978-91-975895-5-0

### ドイツ語
- Heinz Ertel / Richard Schulze-Kossens "Europäisch Freiwillige im Bild" Coburg, Deutschland: NATION EUROPA VERLAG GmbH, 2000. ISBN 3-920-677-23-4

### スウェーデン語
- "Svenska frivilliga i Waffen-SS 1939-45"

### 英語
- WWW.WAFFEN-SS.NO "SWEDEN: VOLUNTEERS OF THE WAFFEN-SS"
- Axis History Factbook - "Swedish volunteers: Johan Westrin"
- Axis History Forum・Board index ‹ Axis History ‹ SS & Polizei - SS Oberscharführer Johan Westrin